# FC Gütersloh/Saison 1996/97
Die FC Gütersloh Saison 1996/97 war die 19. Spielzeit des Fußballvereins aus Gütersloh, Nordrhein-Westfalen, nach der Fusion der Zweitligisten DJK Gütersloh und SVA Gütersloh am 12. Mai 1978. In dieser Saison wurde der Verein Tabellendreizehnter in der 2. Fußball-Bundesliga. Im DFB-Pokal schied der Verein gegen den Ligakonkurrenten Hannover 96 bereits in der 1. Runde aus. Dem Verein wurden am Ende der Saison wegen falscher Angaben im Lizenzierungsverfahren drei Punkte abgezogen. Als Aufsteiger hielt der Verein trotz Punkteabzug die 2. Liga.

## Transfers
| Zugänge     | Zugänge            | Zugänge              | Zugänge                    |
| Datum       | Spieler            | abgebender Verein    | Anmerkung                  |
| ----------- | ------------------ | -------------------- | -------------------------- |
| Sommerpause | Frank Amankwah     | Asante Kotoko SC     |                            |
| Sommerpause | Adam Matysek       | SC Fortuna Köln      | Ablösesumme 400.000 D-Mark |
| Sommerpause | Willi Landgraf     | Rot-Weiss Essen      | ablösefrei                 |
| Sommerpause | Stefan Böger       | SC Fortuna Köln      | ablösefrei                 |
| Sommerpause | Dirk Flock         | 1. FC Kaiserslautern |                            |
| Sommerpause | Vlado Papić        | MSV Duisburg         | ablösefrei                 |
| Sommerpause | Ruslan Romantschuk | Nywa Winnyzja        |                            |

| Abgänge     | Abgänge             | Abgänge             | Abgänge    |
| Datum       | Spieler             | aufnehmender Verein | Anmerkung  |
| ----------- | ------------------- | ------------------- | ---------- |
| Sommerpause | Siegmar Bieber      | Rot-Weiß Oberhausen | ablösefrei |
| Sommerpause | Oliver Gottwald     | Westfalia Rhynern   | ablösefrei |
| Sommerpause | Wilfried Neuschäfer | SC Verl             | ablösefrei |
| Sommerpause | Levent Yilmaz       | Samsunspor          | ablösefrei |
| Jan. 1997   | Ansgar Brinkmann    | SC Verl             |            |
| Jan. 1997   | Boris Ekmeščić      | Rot Weiss Ahlen     |            |

## Spielkleidung
| Heim | Auswärts | Alternativ |

## Kader in der Saison 1996/97
| 01 | Polen       | Adam Matysek  | 19.07.1968 |
| 20 | Deutschland | Ronny Teuber  | 01.09.1965 |
|    | Deutschland | Andreas Nagel | 07.11.1964 |

| 02 | Deutschland | Stefan Böger   | 01.06.1966 |
| 10 | Deutschland | Heiko Bonan    | 10.02.1966 |
| 16 | Deutschland | Dirk Gellrich  | 12.09.1964 |
| 04 | Deutschland | Dirk Konerding | 27.02.1969 |
| 03 | Niederlande | Rob Reekers    | 07.05.1966 |
| 05 | Deutschland | Jens Tschiedel | 05.08.1968 |

| 15 | Ghana       | Frank Amankwah     | 03.05.1966 |
| 28 | Deutschland | Ansgar Brinkmann   | 05.07.1969 |
| 14 | Polen       | Wojciech Choroba   | 03.05.1966 |
| 07 | Deutschland | Andreas Ellguth    | 28.08.1964 |
| 06 | Deutschland | Dirk Flock         | 23.05.1972 |
| 11 | Deutschland | Willi Landgraf     | 29.08.1968 |
| 17 | Deutschland | Ralf Lewe          | 13.05.1969 |
| 08 | Deutschland | Christian Meyer    | 24.12.1968 |
| 12 | Deutschland | Volker Nenne       | 29.04.1970 |
| 18 | Ukraine     | Ruslan Romantschuk | 12.10.1974 |

| 13 | Kroatien    | Boris Ekmeščić   | 10.11.1964 |
| 19 | Kroatien    | Vlado Papić      | 21.09.1968 |
| 09 | Deutschland | Dirk van der Ven | 01.03.1970 |

### Funktionäre und Trainer Saison 1996/97
| Funktion        | Name               |
| --------------- | ------------------ |
| Cheftrainer     | Hannes Linßen      |
| Co-Trainer      | Jörg Drüke         |
| Betreuer        | Hartmuth Güth      |
| Betreuer        | Thomas Kestler     |
| Mannschaftsarzt | Dr. Dieter Meis    |
| Physiotherapeut | Frank Bertelsmeier |

## Saison

### 2. Bundesliga
| ST | Datum              | Gegner               | Ort      | Ergebnis | Tor(e) für den FC Gütersloh                          |
| -- | ------------------ | -------------------- | -------- | -------- | ---------------------------------------------------- |
| 1  | 4. August 1996     | FC Carl Zeiss Jena   | Heim     | 0:0      |                                                      |
| 2  | 7. August 1996     | KFC Uerdingen 05     | Auswärts | 2:0      | Konerding, Bonan                                     |
| 3  | 18. August 1996    | 1. FSV Mainz 05      | Heim     | 0:0      |                                                      |
| 4  | 24. August 1996    | VfL Wolfsburg        | Auswärts | 0:3      |                                                      |
| 5  | 8. September 1996  | Hertha BSC           | Heim     | 1:0      | Papić                                                |
| 6  | 14. September 1996 | VfB Leipzig          | Auswärts | 1:3      | Papić                                                |
| 7  | 20. September 1996 | SC Fortuna Köln      | Auswärts | 0:3      |                                                      |
| 8  | 29. September 1996 | Rot-Weiss Essen      | Heim     | 2:3      | van der Ven, Papić                                   |
| 9  | 6. Oktober 1996    | 1. FC Kaiserslautern | Auswärts | 0:2      |                                                      |
| 10 | 13. Oktober 1996   | VfB Oldenburg        | Heim     | 1:0      | Meyer                                                |
| 11 | 20. Oktober 1996   | VfB Lübeck           | Auswärts | 3:2      | Tschiedel, van der Ven (2×)                          |
| 12 | 27. Oktober 1996   | FSV Zwickau          | Heim     | 3:2      | Flock (2×), Meyer                                    |
| 13 | 3. November 1996   | SV Waldhof Mannheim  | Auswärts | 0:1      |                                                      |
| 14 | 17. November 1996  | Eintracht Frankfurt  | Heim     | 3:1      | Landgraf, van der Ven, Bonan                         |
| 15 | 24. November 1996  | SV Meppen            | Auswärts | 0:2      |                                                      |
| 16 | 1. Dezember 1996   | SpVgg Unterhaching   | Heim     | 1:1      | Meyer                                                |
| 17 | 8. Dezember 1996   | Stuttgarter Kickers  | Auswärts | 1:1      | Flock                                                |
| 18 | 23. Februar 1997   | FC Carl Zeiss Jena   | Auswärts | 5:2      | König (Eigentor), Konerding, van der Ven (2×), Meyer |
| 19 | 2. März 1997       | KFC Uerdingen 05     | Heim     | 1:1      | Meyer                                                |
| 20 | 7. März 1997       | 1. FSV Mainz 05      | Auswärts | 0:3      |                                                      |
| 21 | 16. März 1997      | VfL Wolfsburg        | Heim     | 1:1      | Brinkmann                                            |
| 22 | 23. März 1997      | Hertha BSC           | Auswärts | 2:5      | Meyer, van der Ven                                   |
| 23 | 30. März 1997      | VfB Leipzig          | Heim     | 2:0      | Meyer, Bonan                                         |
| 24 | 5. April 1997      | SC Fortuna Köln      | Heim     | 1:0      | Tschiedel                                            |
| 25 | 12. April 1997     | Rot-Weiss Essen      | Auswärts | 2:2      | Flock, van der Ven                                   |
| 26 | 20. April 1997     | 1. FC Kaiserslautern | Heim     | 1:1      | Flock                                                |
| 27 | 27. April 1997     | VfB Oldenburg        | Auswärts | 0:2      |                                                      |
| 28 | 4. Mai 1997        | VfB Lübeck           | Heim     | 3:1      | van der Ven, Meyer, Bonan                            |
| 29 | 11. Mai 1997       | FSV Zwickau          | Auswärts | 1:3      | Lewe                                                 |
| 30 | 18. Mai 1997       | SV Waldhof Mannheim  | Heim     | 0:0      |                                                      |
| 31 | 22. Mai 1997       | Eintracht Frankfurt  | Auswärts | 0:2      |                                                      |
| 32 | 25. Mai 1997       | SV Meppen            | Heim     | 4:2      | van der Ven, Choroba, Papić, Brinkmann               |
| 33 | 1. Juni 1997       | SpVgg Unterhaching   | Auswärts | 1:3      | Choroba                                              |
| 34 | 11. Juni 1997      | Stuttgarter Kickers  | Heim     | 1:0      | Meyer                                                |

### Abschlusstabelle
| Rang | Verein                      | Sp. | S  | U  | N  | Tore  | Diff. | Punkte |
| ---- | --------------------------- | --- | -- | -- | -- | ----- | ----- | ------ |
| 01.  | 1. FC Kaiserslautern (A, P) | 34  | 19 | 11 | 4  | 74:28 | +46   | 68     |
| 02.  | VfL Wolfsburg               | 34  | 14 | 16 | 4  | 52:29 | +23   | 58     |
| 03.  | Hertha BSC                  | 34  | 17 | 7  | 10 | 57:38 | +19   | 58     |
| 04.  | 1. FSV Mainz 05             | 34  | 14 | 12 | 8  | 50:34 | +16   | 54     |
| 05.  | Stuttgarter Kickers (N)     | 34  | 14 | 11 | 9  | 38:27 | +11   | 53     |
| 06.  | SpVgg Unterhaching          | 34  | 11 | 16 | 7  | 35:29 | +06   | 49     |
| 07.  | Eintracht Frankfurt (A)     | 34  | 13 | 9  | 12 | 43:46 | −03   | 48     |
| 08.  | VfB Leipzig                 | 34  | 12 | 10 | 12 | 53:54 | −01   | 46     |
| 09.  | KFC Uerdingen 05 (A)        | 34  | 13 | 5  | 16 | 46:44 | +02   | 44     |
| 10.  | SV Meppen                   | 34  | 10 | 14 | 10 | 44:48 | −04   | 44     |
| 11.  | SC Fortuna Köln             | 34  | 11 | 9  | 14 | 52:47 | +05   | 42     |
| 12.  | FC Carl Zeiss Jena          | 34  | 9  | 15 | 10 | 44:49 | −05   | 42     |
| 13.  | FC Gütersloh 1 (N)          | 34  | 12 | 9  | 13 | 43:51 | −08   | 42     |
| 14.  | FSV Zwickau                 | 34  | 12 | 6  | 16 | 34:48 | −14   | 42     |
| 15.  | SV Waldhof Mannheim         | 34  | 10 | 10 | 14 | 45:56 | −11   | 40     |
| 16.  | VfB Lübeck                  | 34  | 8  | 12 | 14 | 32:53 | −21   | 36     |
| 17.  | Rot-Weiss Essen (N)         | 34  | 8  | 5  | 21 | 47:74 | −27   | 29     |
| 18.  | VfB Oldenburg (N)           | 34  | 6  | 9  | 19 | 33:67 | −34   | 27     |

| Legende | Legende                         |
| ------- | ------------------------------- |
|         | Aufsteiger in die Bundesliga    |
|         | Absteiger in die Regionalliga   |
| (P)     | Pokalsieger der Vorsaison       |
| (A)     | Absteiger aus der Bundesliga    |
| (N)     | Aufsteiger aus der Regionalliga |

### 2. Bundesliga-Tabellenverlauf
|                        | 1  | 2 | 3 | 4  | 5 | 6  | 7  | 8  | 9  | 10 | 11 | 12 | 13 | 14 | 15 | 16 | 17 | 18 | 19 | 20 | 21 | 22 | 23 | 24 | 25 | 26 | 27 | 28 | 29 | 30 | 31 | 32 | 33 | 34 |
| ---------------------- | -- | - | - | -- | - | -- | -- | -- | -- | -- | -- | -- | -- | -- | -- | -- | -- | -- | -- | -- | -- | -- | -- | -- | -- | -- | -- | -- | -- | -- | -- | -- | -- | -- |
| FC Gütersloh           | 10 | 4 | 5 | 11 | 7 | 13 | 13 | 15 | 15 | 13 | 12 | 10 | 12 | 10 | 11 | 12 | 11 | 8  | 10 | 12 | 11 | 13 | 11 | 10 | 9  | 10 | 12 | 9  | 11 | 11 | 12 | 10 | 10 | 13 |
| Stand: Ende der Saison |    |   |   |    |   |    |    |    |    |    |    |    |    |    |    |    |    |    |    |    |    |    |    |    |    |    |    |    |    |    |    |    |    |    |

## DFB-Pokal
| Hannover 96                                        | Hannover 96 | FC Gütersloh | FC Gütersloh |
| -------------------------------------------------- | --- | --- | ------------ |
| Hannover 96                                        | \| 1. Runde \| \| 11. August 1996 in Hannover (Niedersachsenstadion) \| \| Ergebnis: 1:0 (1:0) \| \| Zuschauer: 6.920 \| \| Schiedsrichter: Markus Scheibel \| \| Spielbericht \|                                                                                        | \| 1. Runde \| \| 11. August 1996 in Hannover (Niedersachsenstadion) \| \| Ergebnis: 1:0 (1:0) \| \| Zuschauer: 6.920 \| \| Schiedsrichter: Markus Scheibel \| \| Spielbericht \|                                                                                 | FC Gütersloh |
| Hannover 96                                        | Jörg Sievers – Matthias Kuhlmey, Frank Germann, Carsten Linke, Harald Gärtner (20. Fabian Ernst), Jens Rasiejewski – Elard Ostermann, Christof Babatz (78. Volkan Arslan), Otto Addo – Vladan Milovanović (54. Leonardo Manzi), Kreso Kovacec Cheftrainer: Reinhold Fanz | Ronny Teuber – Stefan Böger, Dirk Konerding (46. Rob Reekers), Jens Tschiedel, Willi Landgraf – Frank Amankwah (46. Wojciech Choroba), Andreas Ellguth (46. Christian Meyer), Heiko Bonan , Dirk Flock – Vlado Papić, Dirk van der Ven Cheftrainer: Hannes Linßen | FC Gütersloh |
| Hannover 96                                        | 1:0 Elard Ostermann (14.) | | FC Gütersloh |
| Hannover 96                                        | Matthias Kuhlmey, Carsten Linke, Kreso Kovacec | Dirk Konerding, Andreas Ellguth | FC Gütersloh |
| 1. Runde                                           | | |              |
| 11. August 1996 in Hannover (Niedersachsenstadion) | | |              |
| Ergebnis: 1:0 (1:0)                                | | |              |
| Zuschauer: 6.920                                   | | |              |
| Schiedsrichter: Markus Scheibel                    | | |              |
| Spielbericht                                       | | |              |

## Statistiken

### Spielerstatistiken
| Spieler            | Bundesliga | Bundesliga | Bundesliga  | Bundesliga | DFB-Pokal | DFB-Pokal | DFB-Pokal   | DFB-Pokal  | Total    | Total | Total       | Total      |
| Spieler            | Einsätze   | Tore       | Gelbe Karte | Rote Karte | Einsätze  | Tore      | Gelbe Karte | Rote Karte | Einsätze | Tore  | Gelbe Karte | Rote Karte |
| ------------------ | ---------- | ---------- | ----------- | ---------- | --------- | --------- | ----------- | ---------- | -------- | ----- | ----------- | ---------- |
| Frank Amankwah     | 7          | 0          | 0           | 0          | 1         | 0         | 0           | 0          | 8        | 0     | 0           | 0          |
| Stefan Böger       | 28         | 0          | 6           | 0          | 1         | 0         | 0           | 0          | 29       | 0     | 6           | 0          |
| Heiko Bonan        | 28         | 4          | 5           | 1          | 1         | 0         | 0           | 0          | 29       | 4     | 5           | 1          |
| Ansgar Brinkmann   | 20         | 2          | 0           | 0          | 0         | 0         | 0           | 0          | 20       | 2     | 0           | 0          |
| Wojciech Choroba   | 31         | 2          | 5           | 2          | 1         | 0         | 0           | 0          | 32       | 2     | 5           | 2          |
| Boris Ekmeščić     | 7          | 0          | 0           | 0          | 0         | 0         | 0           | 0          | 7        | 0     | 0           | 0          |
| Andreas Ellguth    | 24         | 0          | 2           | 1          | 1         | 0         | 1           | 0          | 25       | 0     | 3           | 1          |
| Dirk Flock         | 29         | 5          | 4           | 0          | 1         | 0         | 0           | 0          | 30       | 5     | 4           | 0          |
| Dirk Gellrich      | 6          | 0          | 1           | 0          | 0         | 0         | 0           | 0          | 6        | 0     | 1           | 0          |
| Dirk Konerding     | 28         | 0          | 5           | 0          | 1         | 0         | 1           | 0          | 29       | 0     | 6           | 0          |
| Willi Landgraf     | 31         | 1          | 11          | 1          | 1         | 0         | 0           | 0          | 32       | 1     | 11          | 1          |
| Ralf Lewe          | 26         | 1          | 5           | 0          | 0         | 0         | 0           | 0          | 26       | 1     | 5           | 0          |
| Adam Matysek       | 29         | 0          | 0           | 0          | 0         | 0         | 0           | 0          | 29       | 0     | 0           | 0          |
| Christian Meyer    | 33         | 9          | 7           | 0          | 1         | 0         | 0           | 0          | 34       | 9     | 7           | 0          |
| Andreas Nagel      | 0          | 0          | 0           | 0          | 0         | 0         | 0           | 0          | 0        | 0     | 0           | 0          |
| Volker Nenne       | 8          | 0          | 0           | 0          | 0         | 0         | 0           | 0          | 8        | 0     | 0           | 0          |
| Vlado Papić        | 32         | 4          | 1           | 0          | 1         | 0         | 0           | 0          | 33       | 4     | 1           | 0          |
| Rob Reekers        | 27         | 0          | 7           | 0          | 1         | 0         | 0           | 0          | 28       | 0     | 7           | 0          |
| Ruslan Romantschuk | 3          | 0          | 0           | 0          | 0         | 0         | 0           | 0          | 3        | 0     | 0           | 0          |
| Ronny Teuber       | 5          | 0          | 1           | 0          | 1         | 0         | 0           | 0          | 6        | 0     | 1           | 0          |
| Jens Tschiedel     | 30         | 0          | 8           | 1          | 1         | 0         | 0           | 0          | 31       | 0     | 8           | 1          |
| Dirk van der Ven   | 31         | 10         | 5           | 1          | 1         | 0         | 0           | 0          | 32       | 10    | 5           | 1          |

### 2. Bundesliga-Zuschauerzahlen
| Heidewaldstadion  | 12.500 | 102.800 | 6.047 | 48,38 % | 1/17 | Miele | Puma |
| Stand: Saisonende |        |         |       |         |      |       |      |